# Parque de la Ciudad (parque temático)
El Parque de la Ciudad es un parque temático ubicado en la Argentina. Funcionó entre 1982 y 2003 como parque de diversiones. Fue abierto nuevamente al público el sábado 3 de febrero de 2007. Cuenta con cinco zonas temáticas: Latino-Carnaval-Futuro-Fantasía-Internacional. Se ubica en el barrio porteño de Villa Soldati,en la zona Sur de la Ciudad Autónoma de Buenos Aires.
Actualmente funciona como parque de paseo, con actividades familiares (Exposiciones de los Clubes de Chevrolet y Fiat,  Milonga en Techos Azules, Docentes de Recreación y Deportes, Talleres de Pintura infantil, JuegoTeca, Biblioteca, etcétera.) para que disfruten los visitantes, también cuentan con la posibilidad de conocer y subir al Mirador de la Torre Espacial, el punto más alto de Latinoamérica[cita requerida], durante los fines de semana.  Abre los sábados, domingos y feriados como paseo verde al público. Durante la semana se realizan actividades de muchos colegios primarios, también se dicta la actividad Animarnos orientada a chicos con capacidades especiales, una experiencia enriquecedora desde todo punto de vista

## Historia
Este parque se inauguró el 21 de septiembre de 1982 bajo el nombre de Interama. Un año y medio después, el Intendente de la Ciudad de Buenos Aires Julio César Saguier, rescindió la concesión ya que según la empresa privada (Interama) no había cumplido algunas cláusulas del contrato de concesión. En diciembre de 1983 el parque de diversiones quedó en manos de la Municipalidad de la Ciudad de Buenos Aires y fue rebautizado con el nombre de Parque de la Ciudad. En enero de 2003, la Defensoría del Pueblo de la Ciudad de Buenos Aires pide la clausura del parque aduciendo falta de mantenimiento e inseguridad de los juegos. En noviembre de ese año, y por decisión judicial, se clausuran quince juegos del parque. Casi inmediatamente el parque es cerrado al público general por decisión del entonces Jefe de Gobierno de la Ciudad de Buenos Aires, Aníbal Ibarra.
El parque permaneció cerrado durante cuatro años y fue abierto nuevamente al público el sábado 3 de febrero de 2007 durante la gestión del Jefe de Gobierno de la Ciudad de Buenos Aires, Jorge Telerman. Se comenzó la restauración de varias atracciones mecánicas para niños, y algunas pocas de vértigo para adultos. Para comienzos del 2008, ya se encontraban operativas y habilitadas al público cerca de 14 atracciones mecánicas, mientras tanto, se llevaba a cabo la restauración de otras 6 atracciones que se incorporarían al listado de las ya operativas. El plan era restaurar poco a poco las más de 60 atracciones con que el parque contaba.
Con el cambio de Jefe de Gobierno de la Ciudad de Buenos Aires y la asunción de Mauricio Macri, las atracciones fueron clausuradas nuevamente. Ese mismo año el gobierno porteño desmanteló buena parte de los juegos electromecánicos contraviniendo un amparo de la justicia porteña. La Asociación Argentina de Amigos de Parques de Diversiones, luego de investigaciones realizadas, notificó que no había razones ni fundamentos que avalaran la decisión de clausurar las atracciones.
La Defensoría del Pueblo de la Ciudad de Buenos Aires ha recomendado al Gobierno de la Ciudad que haga efectiva la reapertura. Hasta marzo de 2016 el Gobierno de la Ciudad ha omitido dar curso a las recomendaciones de la Defensoría del Pueblo.

## Cambio de nombre del predio
En 2013, el jefe de gobierno porteño Mauricio Macri anunció que el predio pasaría a llamarse «Ciudad del Rock» y se utilizaría solo para recitales. El Gobierno de la Ciudad de Buenos Aires bajo la administración del PRO desmanteló la mayor parte de juegos y atracciones del Parque de la Ciudad.
Según la Defensora adjunta del pueblo de la Ciudad Autónoma de Buenos Aires, esta nueva obra del gobierno de Mauricio Macri fue acompañada por la destrucción de bienes públicos, reducción de los espacios verdes, negociados con privados a exclusivo beneficio de estos. La Ciudad Rock tiene como único beneficiario a la empresa Siberia S.A. Años más tarde en febrero de 2013 la gestión macrista inauguró Ciudad del Rock; el predio costó $89 millones, pero no tuvo el éxito esperado. Finalmente en 2016 se anunció su desmantelamiento definitivo.
En Villa Soldati, el predio de unas 120 hectáreas se presenta abandonado, los juegos presentan un avanzado deterioro; la obra millonaria está en ruinas. En 2016 bajo la administración de Horacio Rodríguez Larreta, sucesor de Macri, se anunció que las tierras públicas serían transferidas a la Corporación Buenos Aires Sur, que a su vez se encargará de venderlas. En total son 36 hectáreas.

## Atracciones

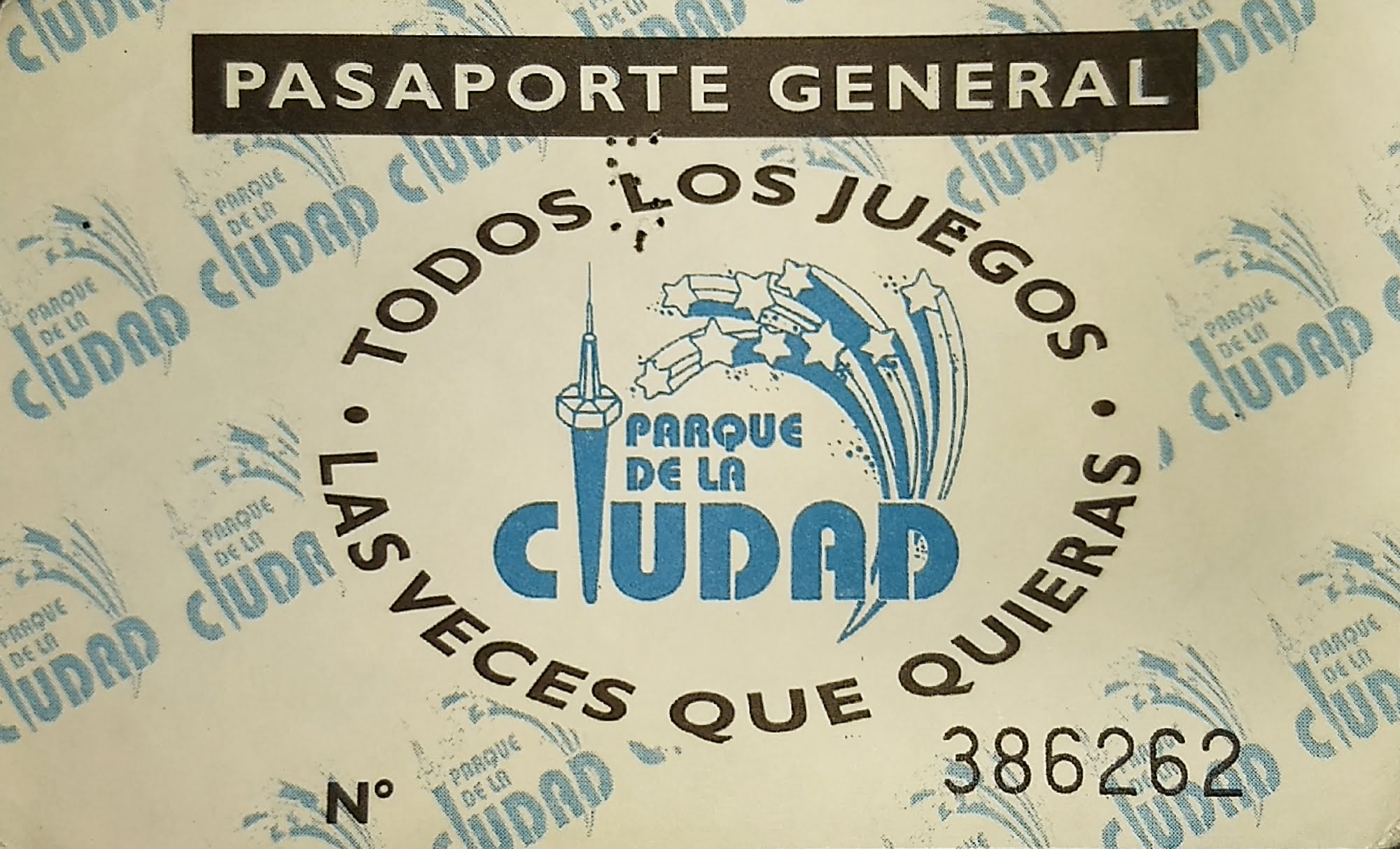
Pasaporte para la entrada al Parque de la Ciudad de Buenos Aires, Argentina.

### Montañas rusas
- Wildcat (Sector Carnaval)
  - Montaña rusa de acero estilo Wild Mouse. Diseñada y fabricada por la empresa alemana Anton Schwarzkopf GmbH.

- Aconcagua (Sector Carnaval)
  - Montaña rusa de acero diseñada por Werner Stengel y fabricada por la empresa alemana Anton Schwarzkopf GmbH. Con una altura de 36 metros y una velocidad máxima de 93 km/h. Fue la montaña rusa de acero más alta y rápida de Latinoamérica desde 1982 hasta 2004, año en que se inaugura «Superman el Último Escape» en Six Flags México.

- Vertigorama (Sector Futuro)
  - Montaña rusa de acero de doble circuito. Diseñada por Intamin AG y fabricada por Giovanola. De encontrarse operativa estaría en el Top Ten de las 10 montañas rusas más grandes del mundo.

- Jetstar (Sector Fantasía)
  - Montaña rusa de acero. Diseñada por Werner Stengel y fabricada por la empresa alemana Anton Schwarzkopf GmbH. *Jamás fue ensamblada. Permaneció almacenada desde su año de importación (1981) en galpones del Parque Temático. En el año 2016 el Gobierno de la Ciudad remata una serie de atracciones mecánicas del Parque. Jetstar forma parte de dicho remate. Luego de su restauración es adquirida e inaugurada por el parque itinerante «Fantastic Diverland», encontrándose actualmente de gira por toda la Argentina.

- Hidrovertigo (Sector Internacional)
  - Montaña rusa acuática con 4 caídas totales. Fabricada por Intamin AG. Es una de las montañas rusas acuáticas más grandes del mundo.

### Listado completo de atracciones
- Sector Latino
  - Ala Delta: Atracción Modelo Hang Gliders, Fabricado por la empresa Chance - Bradley & Kaye, USA.
  - Autos Fantasía: Modelo Kidie Cars, Confeccionado  por la Compañía Chance - Bradley & Kaye, USA.
  - Montaña Rusa Alpen Blitz: Atracción mecánica tipo powered Roller Coaster, Modelo Alpen Blitz II. Confeccionada por la compañía alemana Anton Schwarzkopf. Dimensiones 41 metros × 25 metros. Longitud de recorridos 210 metros, Altura máxima 5 metros. Velocidad máxima 60 km/h. Capacidad 1 tren con formación para 40 pasajeros.
  - Laberinto: Laberinto de Espejos / Mirror Maze. Modelo Crystal Palace.
  - Monster (Pulpo): Manufacturada por la compañía alemana Anton Schwarzkopf. Modelo Monster III. Capacidad de 40 pasajeros.
  - Diligencia: Modelo Children´s stage coach. Confeccionada por la compañía Chance - Bradley & Kaye, USA.
  - MatterHorn: Fabricado por la empresa Reverchon, Francia. Modelo Matterhorn. Capacidad de 40 pasajeros distribuidas en 20 góndolas para dos personas cada una.
  - Montaña Rusa Infantil: Modelo Children´s roller coaster, fabricada por la compañía suiza Intamin AG. Altura máxima 5 metros. Velocidad 20 km/h. Capacidad de 16 pasajero distribuidas en vehículo tipo tren.
  - Sillitas Voladoras: Atracción mecánica infantil, fabricada por la compañía suiza Intamin AG, su capacidad era de 12 pasajeros a un velocidad máxima de 7 RPM.
  - Palco de Orquesta.
  - Botecitos: Modelo Children´s Boat ride. Confeccionada por la compañía Chance - Bradley & Kaye, USA.
  - Sillas Voladoras: Juego mecánico modelo Wave Swinger 48. Confeccionado por la empresa Zierer GmbH, Alemania. Altura 14 metros. Capacidad de 48 pasajeros por viaje.
  - Aerogondolas: Atracción mecánica del tipo teleférico, Modelo Góndola Cableway. Fabricado por la empresa Von Roll - Habegger de origen suizo.
  - Rueda Infantil: Modelo Children´s Enterprise, fabricada por la compañía suiza Intamin AG. Capacidad 24 pasajeros a un velocidad de 9 RPM.

- Sector Carnaval
  - Sky Diver: Fabricado Por la compañía Chance Rides, USA. Poseía una Capacidad Máxima de 32 pasajeros distribuidas en 16 góndolas giratorias. Altura máxima 25 metros, con una velocidad de giro  de 10 RPM.
  - Super Round Up: Atracción Giratoria, Modelo Round Up. Fabricado por la empresa Americana Frank Hubertz & Co. Posee una capacidad de 42 pasajeros. Altura máxima 16 metros.
  - Motos Fantasía: Réplicas en miniatura motos Honda. Confeccionado por Honda, Japón.
  - Hurricane: Juego mecánico, modelo Atracción giratoria, Confeccionado por la empresa Americana Frank Hubertz & Co. Su capacidad máxima es de 24 pasajeros.
  - Montaña Rusa Wildcat: Fabricada por la empresa alemana Anton Schwarzkopf. Modelo Wildcat 54m. Sus dimensiones eran de 54 metros × 20 metros, Con 10 vehículos para 4 pasajeros. Su altura máxima era de 13.5 metros y desarrollaba un velocidad máxima de 65 km/h en su recorrido de 560 metros de longitud.
  - Hidropedales Botes a pedal para paseos por el lago.
  - Scrambler: Fabricante Eli Bridge, USA. Con capacidad para 36 pasajeros y una velocidad máxima de 11 RPM.
  - Autopista Infantil: Manufacturado por la empresa Chance - Bradley & Kaye, USA. Modelo Children´s Turnpike.
  - Aguas Musicales (Gran Fuente de Aguas Danzantes): Confeccionada por la empresa Waltzing Waters. Modelo: Liquid Fireworks. Dimensiones 90 metros × 20 metros. Posee un sistema de toberas móviles único que hacen al espectáculo audiovisual una pieza de arte única en América Latina.  
  - Acrobacia Aérea: Modelo Red Baron. Fabricado por la compañía Chance - Bradley & Kaye, USA. Su velocidad es de 8 RPM y su capacidad es de 16 pasajeros distribuidos en 8 Aviones.
  - Sky Wheel: Atracción mecánica tipo Rueda doble de Acero, Modelo Skywheel.  Fabricado por la empresa Chance Rides, USA.
  - Montaña Rusa Aconcagua: Fabricada por la compañía alemana Anton Schwarzkopf. Modelo Custom Super Speedracer. Longitud de 751 metros. Poseía 3 trenes con capacidad de 28 pasajeros cada uno, su altura máxima era de 36 metros y su velocidad máxima desarrollada de 93km/h.  
  - Tren Perimetral a Vapor: Modelo Real Steam Railroad 24". Diseñado y confeccionado por la empresa Crown Metal Products, USA. Ancho de vía (trocha): 24″ (61 cm). Las formaciones estaban conformadas por 3 locomotoras con 4 vagones cada una. Su capacidad era de 96 niños o 76 adultos. La estaciones circunvalantes al parque eran Carnaval, Latino, Internacional, Fantasía, Futuro I y Futuro II.

- Sector Futuro
  - Enterprise I: Modelo Enterprise III. Elaborado por la compañía alemana Anton Schwarzkopf. Poseía una capacidad máxima de 42 pasajeros distribuidos en 21 vehículos.
  - Avioncitos:  Modelo Children´s helicopter. Manufacturada por la empresa Chance Rides, USA.
  - Round Up II: Atracción giratoria; Modelo Round up, fabricada por la compañía Frank Huberts & Co, USA. Tiene un capacidad máxima de 42 pasajeros a una altura máxima de 16 metros.
  - Vertigorama: Montaña rusa, modelo Double Racing Roller Coaster, fabricada por la compañía suiza Intamin AG. Altura 38 metros. Capacidad  6 trenes de 28 pasajeros cada uno con una velocidad máxima de 90 km/h.
  - Torre Espacial: Torre de observación multipropósito cuya altura es de 210 metros haciéndola el punto más alto de Latinoamérica. Modelo Weltraum Turm, Fabricado por Waagner-Biró, Austria. Posee 3 plataformas a 120 metros de 480 m², 124 metros de 800 m² y a 176 metros de 200 m². Posee 2 ascensores con capacidad de 28 personas cada uno, viajar a una velocidad de 4 m/s.
  - Calesita: Modelo MGR 36 Foot / 30 Jump Horses, Manufacturada por la empresa Chance Rides, USA.
  - Calypso: Modelo Calypso III. Spining Ride, elaborado por la compañía alemana Anton Schwarzkopf. Poseía una capacidad máxima de 50 pasajeros.
  - Telecombate: Modelo Telecomabt. Fabricada por la empresa italiana Fabbri Group.
  - Enterprise II: Modelo Enterprise III. Fabricada por la compañía alemana Anton Schwarzkopf. Poseía Un capacidad máxima de 42 pasajeros distribuidos en 21 vehículos.
  - Aerogondolas: Atracción Mecánica del tipo teleférico, fabricada por la empresa suiza Von Roll / Habegger. El recorrido total era de 2650 metros con tres estaciones Latino, Futuro e Internacional. El soporte para este recorrido constaba de 12 torres a 35 metros de altura. Cada góndola tenía capacidad para 4 pasajeros.

- Sector Fantasía
  - Skooter: Autos chocadores para adultos. Fabricada por Reverchon, Francia. Su capacidad máxima es de 48 vehículos.
  - Minos: Autos chocadores para niños. Fabricada por Reverchon, Francia. Su capacidad máxima es de 36 vehículos.
  - Grand Carrousel: Modelo Grand Carrousel 50, fabricado por Chance Rides, USA. Conformada por 60 caballos saltarines, 2500 focos incandescentes y techos y adornos varios elaborados de forma artesanal.
  - Speedway: Pistas de Carreras de origen francés, confeccionado por el fabricante Reverchon, con una capacidad máxima de 32 vehículos.
  - Scorpion: Vuelta al mundo Doble Gigante. Fabricada en Suiza y Austria por los fabricantes Intamin AG / Waagner-Biró. Dimensiones 43 m × 18 m, altura máxima 43 metros. Con formada por 24 góndolas de 6 pasajeros cada uno.
  - Trabant: Atracción tipo Spin. Fabricada por Chance Rides, USA.
  - Montaña Rusa Jet Star: Fabricada por la empresa alemana Anton Schwarzkopf. Modelo Jet Star 1. Sus dimensiones eran de 44 metros × 27 metros, Con 8 vehículos para 4 pasajeros. Su altura máxima era de 13.5 metros y desarrollaba un velocidad máxima de 50 km/h en su recorrido de 538 metros de longitud. (Montaña rusa No ensamblada).
  - Gulliver: Obra monumental de figura humana, construida de hierro y hormigón, hueca en su interior. Bocetado por Juan Jose Militich entre 1981 y 1982. Fue Demolido en agosto de 2024
  - Super Montaña Rusa Infantil: Fabricada en Suiza por Intamin AG, cuya longitud es de 190 metros y una velocidad máxima de 23 km/h, conformado por un tren de 16 pasajeros a una altura de 6 metros.    - Imágenes de atracciones - Sector Fantasía - Parque de la Ciudad
    - Scorpion - Sector Fantasía - Parque de la Ciudad

- Sector Internacional

Imágenes de atracciones - Sector Fantasía - Parque de la Ciudad
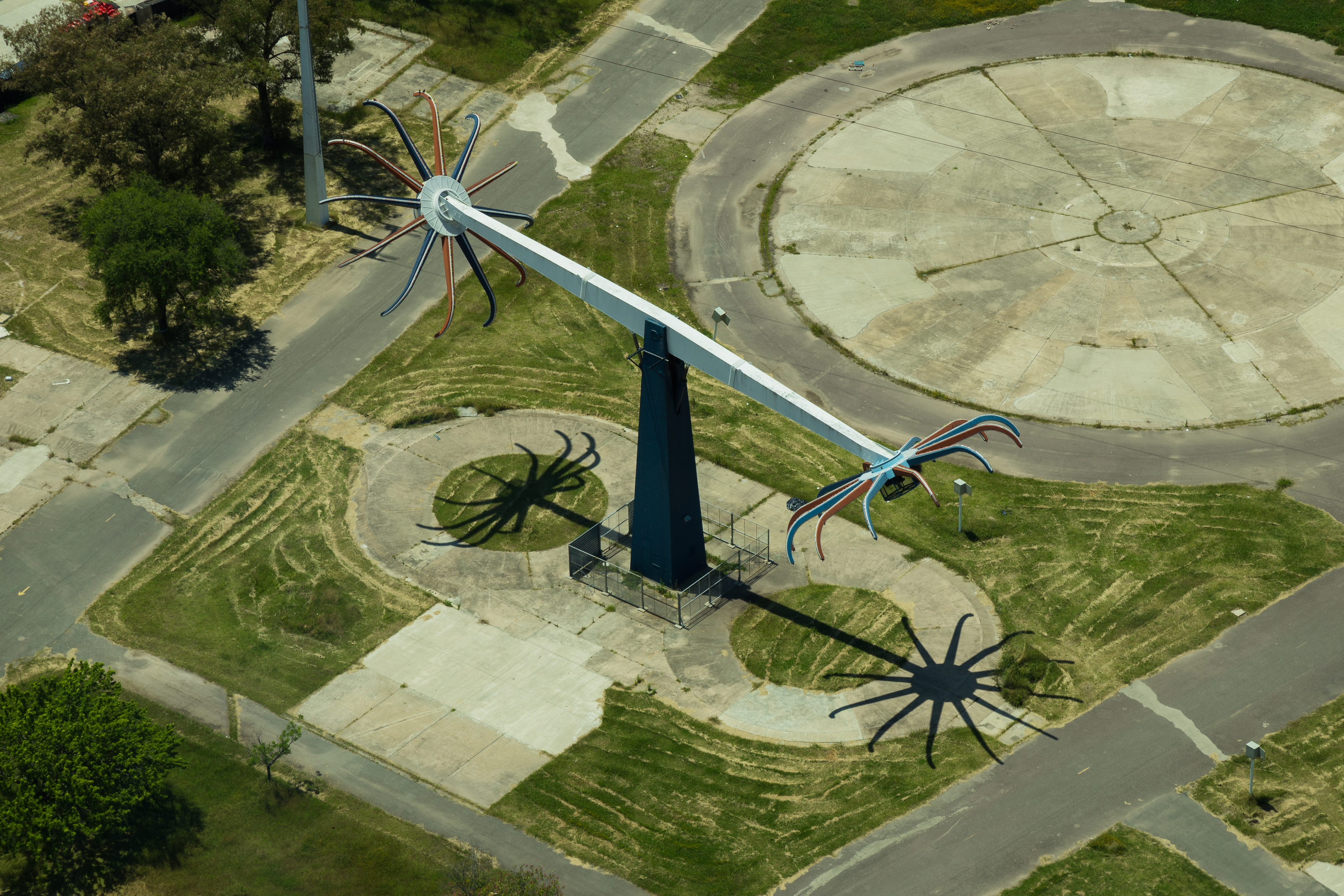
Scorpion - Sector Fantasía - Parque de la Ciudad

  - Holandés Volador: Atracción Tipo giratoria, modelo Flying Dutchman. Fabricado por Intamin AG, Suiza. Su altura máxima es de 15,5 metros. Su capacidad es de 40 pasajeros distribuidos en 20 góndolas.
  - Canoas del Lago
  - Bayern Kurve: Atracción mecánica fabricada por la compañía alemana Anton Schwarzkopf. Su capacidad máxima es de 32 pasajeros distribuidos en 16 trineos. La velocidad máxima desarrollada es de 60 km/h.
  - Himalaya: Atracción fabricada por la empresa francesa Reverchon. Su capacidad máxima de pasajeros es de 48 pasajeros distribuidos en 24 góndolas de formato trineo. Su velocidad máxima era de 16 RPM.
  - Montaña Rusa Hidrovertigo: Roller Coaster Acuática tipo Double Flume Ride, fabricado por la compañía suiza Intamin AG. En su recorrido hay dos caídas de 8 metros y dos caídas de 18,5 metros.
  - Botes Chocadores
  - Cine IMAX: Obra inconclusa en forma de Partenón Griego. El edificio iba a albergar el primer cine formato IMAX de Latinoamérica.
  - Aerogondolas: Atracción Mecánica del tipo teleférico, fabricada por la empresa suiza Von Roll / Habegger. El recorrido total era de 2650 metros con tres estaciones Latino, Futuro e Internacional. El soporte para este recorrido constaba de 12 torres a 35 metros de altura. Cada góndola tenía capacidad para 4 pasajeros.

## Reinauguración de la Torre Espacial
El sábado 26 de noviembre de 2011, luego de su restauración, se llevó a cabo la reapertura del mirador de la Torre Espacial, que se encontraba fuera de servicio desde noviembre de 2003. 

18 hectáreas del Parque Ciudad fueron cementadas para la construcción de Ciudad Rock. La zona sur de la ciudad es la más afectada por el reemplazo de vegetación por cemento: los datos oficiales del GCBA muestran que la Comuna 8 ha mostrado una reducción del 33 % de sus espacios verdes entre 2007 y 2014.

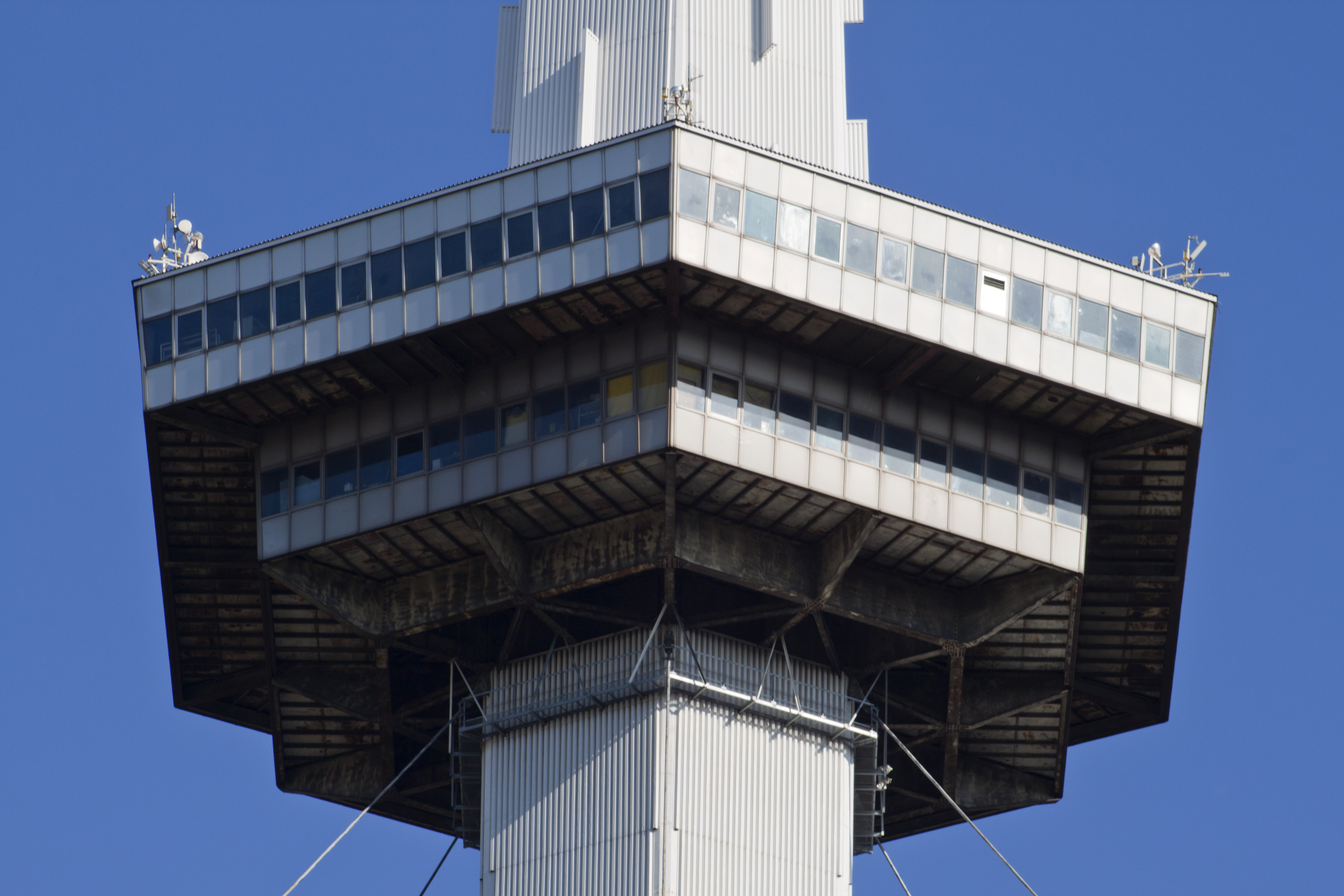
Plataformas 1 y 2 - Torre Espacial
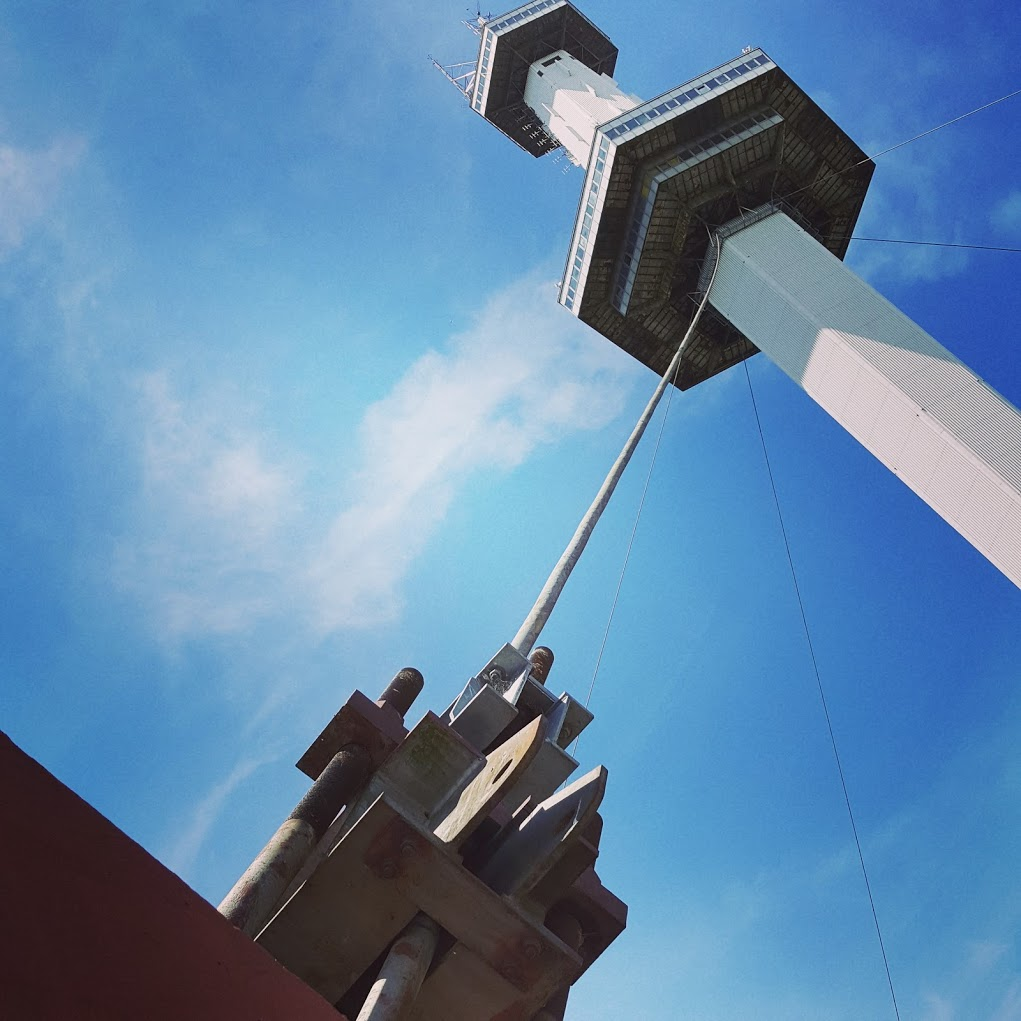
Detalle Tensor de Torre espacial - Parque de la Ciudad

## Eventos musicales

### Principales Conciertos y Eventos
| País                        | Artista                   | Año     |
| --------------------------- | ------------------------- | ------- |
| Bandera de Argentina        | Spinetta Jade             | 1984    |
| Bandera de Argentina        | Festival de los Lagos     | 1984    |
| Bandera de Argentina        | Los Pericos y Dread Mar-I | 2013    |
| Bandera de Argentina        | Quilmes Rock              | 2013    |
| Bandera de Argentina        | Rock BA                   | 2014/15 |
| Bandera de Estados Unidos   | Ultra Music Festival      | 2014/15 |
| Bandera de los Países Bajos | Armin van Buuren          | 2014    |
| Bandera de Puerto Rico      | Ricky Martin              | 2014    |
| Bandera del Reino Unido     | Monsters of Rock          | 2015    |
| Bandera de Argentina        | Maximus Festival          | 2016    |
| Bandera de Argentina        | Creamfields BA            | 2024    |
| Bandera de Estados Unidos   | Masters of Rock           | 2023    |
| Bandera de Estados Unidos   | Knotfest                  | 2024    |
| Bandera de Argentina        | Buenos Aires Trap         | 2024    |
| Bandera de Estados Unidos   | Linkin Park               | 2025    |
| Bandera de Argentina        | Los Piojos                | 2025    |